# Lijst van nationale parken in Honduras
Hieronder volgt een lijst van de nationale parken van Honduras:
| Nationaal park                       | Stichtingsjaar | Oppervlakte (km2) | Foto |
| ------------------------------------ | -------------- | ----------------- | ---- |
| Nationaal park Capiro Calentura      | 1992           | 50                |      |
| Nationaal park Celaque               | 1987           | 154,6             |      |
| Nationaal park Cerro Azul de Copán   | 1987           | 150000            |      |
| Nationaal park Cerro Azul Meámbar    | 1987           | 300               |      |
| Nationaal park Cusuco                | 1959           | 243,4             |      |
| Nationaal park Jeannette Kawas       | 1994           | 781,62            |      |
| Nationaal park La Muralla            | 1993           | 210,3             |      |
| Nationaal park La Tigra              | 1980           | 238,21            |      |
| Nationaal park Montaña de Comayagua  | 1987           | 184,8             |      |
| Nationaal park Montaña Santa Bárbara | 1987           | 121,3             |      |
| Nationaal park Montaña de Yoro       | 1987           | 154,8             |      |
| Nationaal park Montecristo Trifinio  | 1987           | 54                |      |
| Nationaal park Patuca                | 1999           | 3755,84           |      |
| Nationaal park Pico Bonito           | 1987           | 564,3             |      |
| Nationaal park Pico Pijol            | 1987           | 122,1             |      |
| Nationaal park Punta Izopo           | 1987           | 122,1             |      |
| Nationaal park Sierra de Agalta      | 1987           | 207,85            |      |